# Хенгист и Хорса
Хе́нгист (Хе́нгест; др.-англ. Hengest — «жеребец») и Хо́рса (др.-англ. Horsa — «лошадь») — легендарные германцы, братья, по преданию возглавившие англов, саксов и ютов во время их вторжения в Британию в V веке; Хорса погиб, сражаясь с бриттами, но Хенгист успешно завоевал Кент, став его первым королём. Персонаж по имени «Хенгест» фигурирует в Финнсбургском фрагменте, а также в известной древнеанглийской поэме Беовульф.
Большинство современных историков рассматривает Хенгиста и Хорсу скорее как легендарных персонажей, нежели реально существовавших личностей. Этот вывод подкрепляется значением их имён, мифической природой их генеалогии и почерпнутой информацией об их жизнеописании из самых ранних источников, включая отчёты в работах Беды Достопочтенного. Более поздние описания братьев в таких текстах, как «Англосаксонская хроника», могут рассказать современникам[уточнить] больше об отношении хронистов IX века к древним временам, чем что-либо о периоде, когда Хенгист и Хорса, согласно преданиям, существовали.

## Хенгист
Древнейший источник, упоминающий Хенгиста, — «Церковная история народа англов» Беды Достопочтенного, — написан около 730 года. По Беде, Хенгест, сын Вихтгильса, был наёмником-ютом на службе Вортигерна, прибывшим в Британию около 445 года (I. 15). Впоследствии, обретя собственную дружину, Хенгест сверг Вортигерна и основал независимое Кентское королевство. Англосаксонские хроники излагают ту же историю, вероятно, используя Беду как источник.
Согласно «Истории бриттов» валлийца Ненния (гл. 31, 36-38, 43-46), Хенгест и Хорса были приглашены Вортигерном на трёх кораблях для защиты от скоттов, пиктов, а также от римлян, в том числе и от притязаний Амвросия Аврелиана; их поселили на острове Танет. Бритты обязались снабжать англосаксов продовольствием, но поскольку численность наемников выросла (очевидно, поскольку они приглашали к себе сородичей), провизии стало не хватать. Хенгест выдал замуж за Вортигерна свою дочь и убедил его нанять других своих родичей и передать им для поселения область Кантий (Кент). Англосаксы полностью разбили пиктов и скоттов.
Вортимер, сын Вортигерна, несколько раз сражался с англосаксами с переменным успехом, пытаясь вернуть Кент, и погиб в битве. Под предлогом заключения мира с Вортигерном англосаксы истребили бриттскую знать и взяли Вортигерна в плен.
Древнейший бриттский источник — Гильда, автор трактата «О погибели Британии» (первая половина VI в.) не называет имени Хенгеста, но подтверждает общую схему событий (гл. 23-24): англосаксы были приглашены «высокомерным тираном», их количество бесконтрольно возрастало, они стали жаловаться на недостаток припасов, «приукрашивая отдельные случаи своей хитростью» и вскоре взбунтовались, разграбили и сожгли бриттские города.
Ненний и Беда ничего не сообщают о дальнейшей судьбе Хенгеста. Гальфрид Монмутский в «Истории королей Британии» (гл. 125) писал, что впоследствии он был взят в плен Аврелием Амвросием и казнён в Глостере. «Англосаксонские хроники» дают 488 год как дату воцарения Эска, но год смерти Хенгиста не сообщают.
Хенгест появляется в двух староанглийских поэмах — «Беовульфе» и «Финнсбургском фрагменте». По этим легендам, Хенгест — также датчанин, спутник короля Гнефа, который после его гибели захватил фризский город Финнсбург. Однако Хенгест легенд и Хенгест, упомянутый в хрониках — не обязательно одно и то же лицо; реальность существования Хенгеста-короля нередко ставится под сомнение. Существует версия и о том, что Хенгест (жеребец) и Хорса (лошадь) — одно лицо. Несомненно лишь то, что Кент в V веке действительно был заселён германоязычными переселенцами с континента.

### Хенгест в мифологии
Родословная Хенгеста и Хорсы именует их праправнуками Одина. В мифологии многих индоевропейских народов присутствуют близнецы — основатели государств или прародители племён: это Ромул и Рем, предводители вандалов — Ибор и Агион (о них рассказывает Павел Диакон) и другие. Есть свидетельства и о культе божественных близнецов, которые во многих традициях связаны с лошадьми: древнеиндийские Ашвины, близнецы Кастор и Полидевк (Диоскуры), которые представлялись всадниками на белых конях. Тацит сообщает о культе «Кастора и Поллукса» у германских племён: германцы называли этих богов «Алки», и они почитались «как братья и юноши».
Высказывалось также предположение, что прозвища «Хенгест и Хорса» связаны со знамёнами (штандартами) предводителей варварских войск, на которых нередко изображались различные животные.

### Хенгест в массовой культуре
Песня немецкой heavy-metal группы Rebellion Hengist посвящена Хенгисту Кентскому.
Хенгист стал персонажем романа Розмэри Сатклифф «Факелоносцы».

## Хорса
Хорса прибыл вместе с Хенгестом в Британию по приглашению короля бриттов Вортигерна, принимал участие в захвате власти англосаксами. Согласно «Англосаксонской хронике», погиб в 455 году в сражении при Эйлсфорде (или Эпсфорде), где также пал сын Вортигерна — Катигерн.
Иногда Хорсу считают младшим братом Хенгеста. В то же время Ненний называл его на первом месте (Hors et Hengist), а в «Англосаксонской хронике» указано, что Хенгест стал королём после гибели Хорсы.
Беда Достопочтенный утверждал, что «в восточной части Кента» сохранился надгробный памятник Хорсы, на котором было написано его имя (I. 16). У ряда исследователей это свидетельство вызывало сомнение: высказывалось предположение, что фактически речь идёт о римской надписи, в которой можно было прочесть фрагмент слова (co)HORS (когорта). Однако прямых доказательств этому нет.
В Средние века Хенгисту приписывали основание замка Бурхт.